# Eata de Hexham
Eata est un prélat anglo-saxon mort le 26 octobre 686.

## Biographie
Après avoir reçu l'éducation d'Aidan de Lindisfarne, Eata devient abbé du monastère de Melrose en 651. Vers la fin de la décennie, le roi Alhfrith de Deira l'invite à prendre la tête de l'abbaye de Ripon, mais il perd rapidement cette place au profit de Wilfrid et retourne à Melrose.
Lors du synode de Whitby en 664, Eata accepte la décision de suivre le rite romain au détriment du rite celtique qu'il suivait jusqu'alors. Il devient peu après l'abbé de Lindisfarne.

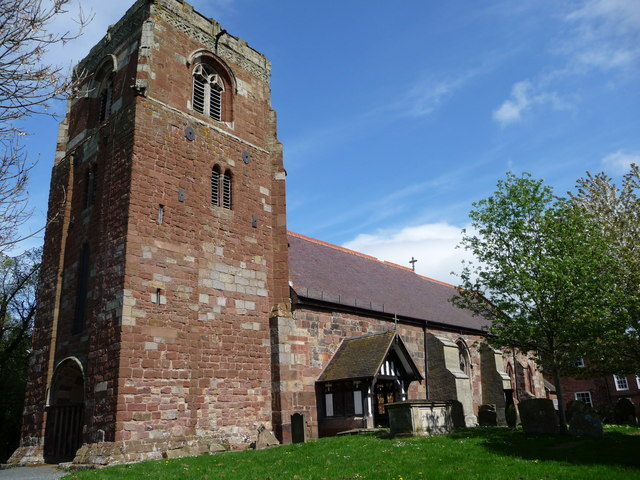
L'église Saint-Eata d'Atcham.

Lorsque l'archevêque Théodore de Cantorbéry divise en deux le diocèse de Northumbrie en 678, Eata est nommé évêque de Bernicie, jusqu'à ce que ce diocèse soit à son tour divisé en deux en 681, après quoi il n'est plus qu'évêque de Lindisfarne. En 685, il échange son diocèse avec son protégé Cuthbert et prend la place de ce dernier comme évêque de Hexham. Il meurt de la dysenterie l'année suivante.
Eata est considéré comme saint, fêté le 26 octobre. L'église d'Atcham, dans le Shropshire, lui est dédiée.